# Meriones chengi
Meriones chengi е вид бозайник от семейство Мишкови (Muridae).

## Разпространение
Видът е разпространен в Китай (Синдзян).